# Fauna Japonica

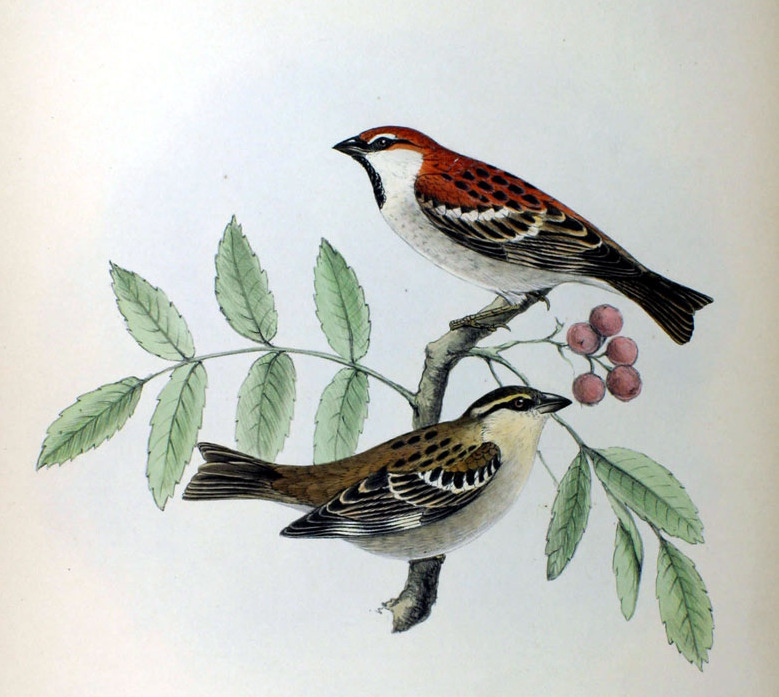
Illustrazione di una coppia di Passer rutilans (Russet Sparrow) tratta da Fauna Japonica

Fauna Japonica è una serie di monografie relative alla zoologia del Giappone.
Il titolo completo dell'opera è Fauna Japonica sive Descriptio animalium, quae in itinere per Japoniam, jussu et auspiciis superiorum, qui summum in India Batava imperium tenent, suscepto, annis 1825 - 1830 collegit, notis, observationibus et adumbrationibus illustravit Ph. Fr. de Siebold. Conjunctis studiis C. J. Temminck et H. Schlegel pro vertebratis atque W. de Haan pro invertebratis elaborata.
Basato sulle collezioni raccolte da Philipp Franz von Siebold (che editò il testo) ed il suo successore Heinrich Bürger in Giappone, il volume di Fauna Japonica sui vertebrati era stato redatto dai naturalisti del Nationaal Natuurhistorisch Museum Naturalis di Leida Coenraad Jacob Temminck e Hermann Schlegel.
Wilhem de Haan, pure presente al museo di Leida, scrisse i volumi sugli invertebrati con l'assistenza degli artisti e naturalisti giapponesi Keiga Kawahara, Kurimoto Masayoshi ed altri.
L'opera fu pubblicata in una serie di cinque volumi tra il 1833 e il 1850.
Questo libro, scritto in francese, rappresenta la prima volta in cui una lingua europea - il francese - è utilizzato per descrivere la fauna giapponese.